# 卡波瓦莱
卡波瓦莱（義大利語：Capovalle），是意大利布雷西亚省的一个市镇。总面积23平方公里，人口404人，人口密度17.6人/平方公里（2009年）。国家统计（ISTAT）代码为017036。